# 갈락토올리고당
갈락토올리고당(영어: galactooligosaccharide, GOS)은 프리바이오틱스 부류에 속한다. 올리고갈락토실락토스(영어: oligogalactosyllactose), 올리고갈락토스(영어: oligogalactose), 올리고락토스(영어: oligolactose), 트랜스갈락토올리고당(영어: transgalactooligosaccharide, TOS)이라고도 한다. 프리바이오틱스는 결장에서 유익한 세균의 생장 및 활동을 자극하여 숙주에 유익한 영향을 미치는 소화되지 않는 식품 성분으로 정의된다. 갈락토올리고당은 유아와 성인 모두를 위한 식품과 같이 상업적으로 이용 가능한 제품에서 발견된다.

## 같이 보기
- 자일로올리고당 (XOS)